# 미야타 토시야
미야타 토시야(일본어: 宮田 俊哉, 1988년 9월 14일 ~ )는 일본의 가수, 배우이며, 남성 아이돌 그룹·Kis-My-Ft2의 멤버 이자 부사이쿠의 서브리더이다.
가나가와현 출신. STARTO ENTERTAINMENT 소속.

## 약력
2001년
- 2월 4일, 쟈니즈 사무소에 입소[1].

2004년
- 1월, 《DREAM BOYS》로 무대 첫 출연.

2011년
- 2월 12일, 여름에 Kis-My-Ft2로서 CD 데뷔하는 것이 콘서트 중에 발표됐다.
- 8월 10일, 〈Everybody Go〉로 CD 데뷔.

2012년
- 4월, 닛폰 TV 계열 《사립 바카레아 고교》로 드라마 첫 출연.
- 10월, 《극장판 사립 바카레아 고교》로 영화 첫 출연.

2013년
- 5월, 《키후샴 국의 모험》으로 무대 첫 주연.

## 인물
- 《러브 라이브!》의 팬이다[2].
- 좋아하는 아티스트는 미즈키 나나라고 공언하고 있다[3].
- Snow Man의 사쿠마 다이스케가 굉장이 좋아하는 사람.

## 출연

### 드라마
- 사립 바카레아 고교 (2012년, 닛폰 TV) - 후루바 준이치 역
- 기묘한 이야기 '13 가을 특별편 〈0.03 프레임의 여자〉 (2013년 10월 12일, 후지 TV) - 카리야 사토시 역
- 헤이세이 부사이쿠 샐러리맨 (2014년 10월 18일 ~ 2015년 1월 3일, 닛폰 TV) - 주연·미야타 토시야 역
- 아이 동반 신베에（2015년 11월 13일 ~ 2015년 12월 18일, NHKBS）- 에노키도 세이자부로 역
- 월요골든 「검찰사무관 검은 유리」（2016년 2월 22일, TBS）- 무나가타 나오키 역
- 월요골든 「민간과수연 키리노 마이의 살인감정」（2016년 3월 14일, TBS）- 아사쿠라 켄타 역

### 영화
- 극장판 사립 바카레아 고교 (2012년 10월 13일 개봉, 쇼게이트) - 후루바 준이치 역
- 벰 : 비컴 휴먼 (2020년 10월 2일 개봉) - 후루바 준이치 역

### 무대
- DREAM BOYS (2004년, 제국 극장)
- Dream Boys (2006년 1월, 제국 극장)
- 타키자와 연무성 (2006년 3월 ~ 4월, 신바시 연무장)
- One! -the history of Tackey- (2006년 9월, 닛세이 극장)
- DREAM BOYS (2007년 9월, 제국 극장)
- World's Wing 츠바사 Premium 2007 (2007년 10월, 닛세이 극장)
- 타키자와 연무성 2007 (2007년 7월, 신바시 연무장)
- DREAM BOYS (2008년 3월, 제국 극장)
- DREAM BOYS (2008년 4월, 우메다 예술 극장)
- 신춘 타키자와 혁명 (2009년 1월 1일 ~ 27일, 제국 극장)
- 신춘 타키자와 혁명 (2010년 1월 1일 ~ 2월 5일, 제국 극장)
- 신춘 인생 혁명 (2010년 1월 8일 ~ 2월 6일, 제국 극장)
- 소년들~창살 없는 감옥~ (2010년 9월 3일 ~ 26일, 닛세이 극장)
- 타키자와 가부키 (2011년 4월 8일 ~ 5월 8일, 닛세이 극장)
- 미남이시네요 (2011년, 아카사카 ACT 시어터·KAAT 카나가와 예술 극장·모리노미야 필로티 홀·카날 시티 극장) - 혼고 유키 역
- 쟈니즈 긴자 You의 앞에는 Me가 있다! (2012년, 시어터 크리에)
- DREAM BOYS (2012년, 제국 극장)
- 키후샴 국의 모험 (2013년 5월 18일 ~ 6월 23일)
- DREAM BOYS JET (2013년 9월, 제국 극장)
- DREAM BOYS (2014년, 제국 극장)